# Cotonete (criminoso)
Luciano Oliveira Felipe, mais conhecido como Cotonete (Rio de Janeiro, 11 de janeiro de 1980 — Rio de Janeiro, 5 de julho de 2009), foi um criminoso brasileiro. Ligado à facção criminosa Amigos dos Amigos, notório ladrão de carros e chefe do tráfico de drogas, figurava na lista dos mais procurados de sua cidade, até sua morte.
Cotonete assumiu o controle do tráfico de drogas na favela Lemos de Brito, em Quintino, após a prisão do chefe anterior, conhecido como Piolho. O bando de Piolho e Cotonete dominava também as comunidades vizinhas, do mesmo complexo, e era aliada dos traficantes do Complexo do Campinho.
A quadrilha de Cotonete, sob seu comando, era responsável por inúmeros roubos no chamado "asfalto" (áreas fora da favela) dos bairros de Quintino, Piedade, Água Santa, Engenho Novo, Engenho de Dentro e Todos os Santos, tendo sido sua atuação monitorada constantemente pela Delegacia de Roubos e Furtos de Automóveis (DRFA). Mais de 30 integrantes de seu bando eram investigados pela delegacia especializada.
No início de 2008, com a expansão das milícias, Cotonete foi expulso de seu local de atuação pelos invasores, tendo se refugiado no Morro dos Macacos, em Vila Isabel, dominado por bandidos da mesma facção. Lá, organizou diversas investidas para tentar retormar o controle da comunidade de onde havia sido expulso. A última delas foi destaque em diversos jornais locais, por ter trazido pânico aos moradores da região. Com a expulsão dos traficantes do Complexos Lemos de Brito, o índice de roubos de carros diminuiu drasticamente em cerca de um mês.
Em 13 de julho de 2009, descobriu-se que o traficante estava morto, desde o dia 5, e enterrado no Cemitério do Catumbi, desde o dia 6. Cotonete foi assassinado por engano, com tiros nas costas e nádegas, por traficantes aliados, que não o teriam reconhecido.